# Nebojša Kosović
Nebojša Kosović (in serbo Небојша Косовић?; Nikšić, 24 febbraio 1995) è un calciatore montenegrino, centrocampista svincolato.

## Caratteristiche tecniche
Interno di centrocampo, all'occorrenza può essere schierato da mediano o da trequartista.

## Palmarès

### Club
- Coppa di Serbia: 2

Vojvodina: 2013-2014
Partizan: 2018-2019
- Campionato kazako: 1

Qaýrat: 2020

### Individuale
- Giovane promessa montenegrina dell'anno: 1

2013